# Road 96
Road 96 – komputerowa gra przygodowa stworzona i wydana przez DigixArt na Windows, PlayStation 4, PlayStation 5, Xbox One i Xbox Series X/S. Premiera odbyła się 16 sierpnia 2021 roku.
Akcja Road 96 osadzona została w latach 90. w fikcyjnym kraju Petria. Zbliżają się wybory prezydenckie, podczas gdy grupa nastolatków próbuje uciec z kraju. Gra została pozytywnie oceniona w mediach. Chwalono przedstawioną fabułę i model rozgrywki.
W 2023 roku wydano grę Road 96: Mile 0, ukazującą wydarzenia poprzedzające historię z Road 96.

## Rozgrywka
Road 96 to komputerowa gra przygodowa rozgrywana z perspektywy pierwszej osoby. Gracz wciela się w kilku nastoletnich autostopowiczów próbujących uciec z fikcyjnego autorytarnego kraju Petria. Za każdym razem, gdy postać gracza pomyślnie przekroczy granicę albo da się złapać policji, przejmuje kontrolę nad nowym nastolatkiem. Każda próba przekroczenia granicy posuwa naprzód główny wątek kampanii, którego kulminacją jest finał w dniu wyborów na prezydenta kraju. Decyzje podjęte przez gracza podczas poprzednich prób są uwzględniane i przywoływane podczas każdej nowej próby.
Gracz podróżuje do północnej granicy Petrii autostopem, pieszo, autobusami, taksówką i samochodem. Wybrany sposób transportu ma wpływ na to, czy postać wyda pieniądze i odpocznie w podróży. Na generowanych proceduralnie przystankach na swojej trasie, gracz może je eksplorować, zdobywać zapasy i wchodzić w interakcję z innymi postaciami. Zarządza licznikiem energii, który wyczerpuje się w wyniku wykonywania pewnych czynności i można go przywrócić, spożywając jedzenie lub śpiąc w wyznaczonych miejscach. Całkowite wyczerpanie licznika spowoduje, że postać gracza straci przytomność i zostanie aresztowana. Bohater może kupować usługi i towary za pieniądze, które znajdzie, zarobi lub ukradnie.
Podczas każdej próby przeprawy gracz spotyka siedem kluczowych postaci niezależnych. Interakcje z tymi postaciami mogą przybierać formę rozmów i minigier, które dają specjalne przedmioty odblokowujące nowe możliwości interakcji z napotkanymi ludźmi. Każda interakcja z postaciami ujawnia więcej szczegółów historii na temat scenerii i samych postaci, jednocześnie rozwijając fabułę gry. Postać może dokonywać wyborów, które wpływają na główny wątek fabularny dotyczący bieżących wyborów i życia napotkanych postaci.